# Gary Woodland

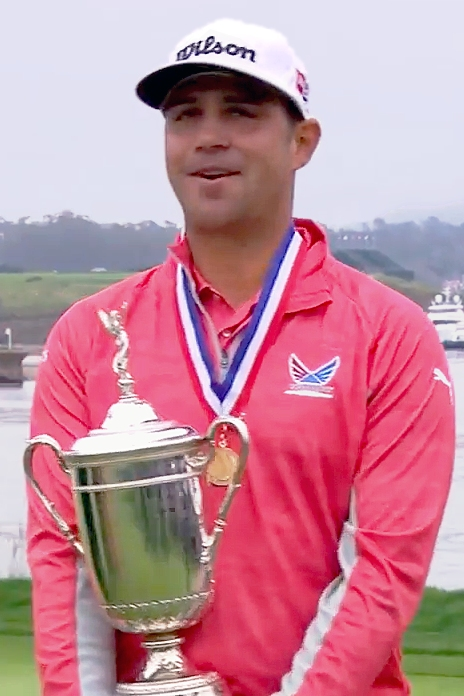
Gary Woodland in 2019

Gary Woodland (Topeka, Kansas, 21 mei 1984) is een professional golfer uit de Verenigde Staten.

## Amateur
Woodland zat op de Shawnee Heights High School in de buurt van Tecumseh voordat hij met een studiebeurs voor baseball naar de Washburn University ging. Na een jaar besloot hij met een studiebeurs voor golf naar de University of Kansas te gaan. Hij won daar vier toernooien.

### Gewonnen
- 2005: Cleveland State Invitational (202)
- 2006: Kansas Invitational
- 2007: All-American Golf Classic (211), Louisiana Classics (205)

## Professional
Woodland werd in 2007 professional. In 2007 en 2008 speelde hij op de Nationwide Tour. Eind 2008 eindigde hij op de Tourschool op de 11de plaats, sindsdien speelt hij op de PGA Tour. Hij had moeite zich voor de weekends te kwalificeren en liep in juli een schouderblessure op. Hij verloor zijn spelerskaart en verdeelde in 2010 zijn tijd nu tussen de Nationwide Tour en de PGA Tour. Op de Nationwide Tour eindigde hij net in de top-100.
Eind 2010 werd hij weer 11de op de Tourschool. In 2011 was hij succesvoller. Bij de Bob Hope Classic bereikte hij met een score van -27 de play-off maar verloor van Jhonattan Vegas. In maart won hij het Transitions Championship. Hij steeg naar nummer 53 op de Official World Golf Ranking en als 2011-winnaar kreeg hij een startbewijs voor de Masters. 

### Gewonnen

#### PGA Tour
- 2011: Transitions Championships

#### Elders
- 2008 Southwest Kansas Pro-Am

#### Majors
- 2019 U.S. Open